# Kate French (attrice)
Kate French (Flemington, 23 settembre 1984) è un'attrice statunitense, principalmente conosciuta per il ruolo di Niki Stevens, giovane e famosa attrice lesbica in The L Word.

## Biografia
Kate Lauren French passa la sua infanzia a Long Island insieme ai genitori Joan French (nata Gocha) e William Robinson "Rob" French, entrambi modelli. Sua madre era registrata alla Ford modeling agency. Anche il patrigno, James Reiher, padre del suo fratellastro più giovane Hunter, lavora nell'ambiente come fotografo. Kate è cresciuta a South Kingstown, nel Rhode Island e a West Amwell, nel New Jersey. Seguendo queste orme, inizia a lavorare come modella; nel frattempo si iscrive alla University of California di Santa Barbara, sviluppando interesse per la scrittura.

## Carriera
La prima apparizione sul grande schermo risale al 2006, quando le viene proposto un piccolo ruolo nel film Ammesso; dopo questa esperienza, prende parte alla serie Wicked Wicked Games, nel ruolo di Brooke Crawford.

## Filmografia

### Cinema
- Ammesso (Accepted), regia di Steve Pink (2006)
- Fired Up! - Ragazzi pon pon (Fired Up!), regia di Will Gluck (2009
- Sutures, regia di Tammi Sutton (2009)
- K Citizen, regia di Philippe Tullio e Stephane Tullio – cortometraggio (2010)
- Atlantis, regia di Matthew Ornstein – cortometraggio (2011)
- Language of a Broken Heart, regia di Rocky Powell (2011)
- The Red House, regia di Gregory Avellone (2012)
- Girltrash: All Night Long, regia di Alexandra Kondracke (2013)
- Liquorice, regia di Natalie Biblè (2013)

### Televisione
- Wicked Wicked Games – serial TV, 50 puntate (2006-2007)
- A sud del Paradiso (South of Nowhere) – serie TV, 5 episodi (2007-2008)
- The L Word – serie TV, 15 episodi (2008-2009)
- CSI: Miami – serie TV, episodio 7x21 (2009)
- Beyond the Break - Vite sull'onda (Beyond the Break) – serie TV, 4 episodi (2009)
- One Tree Hill – serie TV, 7 episodi (2009)
- Up All Night – serie TV, episodio 1x09 (2011)
- Cubicle Cowboy, regia di Luke Coffee – film TV (2012)
- Gossip Girl – serie TV, episodi 2x17-2x18-5x24 (2009-2012)